# Premio ANCI-Storia
Il premio ANCI-Storia (originariamente ANCI-SISSCO) è un premio bandito annualmente dal 2002 dall'Associazione Nazionale Comuni Italiani, che ne ha demandato l'organizzazione scientifica alla Società italiana per lo studio della storia contemporanea, per premiare gli scritti riguardanti aspetti, vicende e problemi di storia locale, delle identità territoriali e delle autonomie locali.

## Storia
Il premio, che per le prime due edizioni era chiamato premio ANCI-SISSCO nacque nel 2002 dalla sottoscrizione di una convenzione tra l'ANCI e la SISSCO: l'ANCI bandiva il premio, garantendo un premio di 2000 euro, mentre la SISSCO ne avrebbe curato l'organizzazione scientifica; l'ANCI avrebbe inoltre garantito un premio in denaro per il vincitore del premio SISSCO.

## Giuria
La giuria è composta da 5 personalità, tre nominate dal consiglio direttivo della SISSCO e due, tra cui il presidente, dal presidente dell'ANCI.

## Vincitori
| Anno | Vincitore |
| ---- | --- |
| 2002 | Vittorio Vidotto, Roma contemporanea |
| 2003 | Giulio Guderzo, L’altra guerra. Neofascisti, tedeschi, partigiani, popolo in una provincia padana. Pavia, 1943-1945                                                                                  |
| 2004 | Alberto Ferraboschi, Borghesia e potere civico a Reggio Emilia nella seconda metà dell'Ottocento (1859-1889)                                                                                         |
| 2005 | Federico Lucarini, Governare il Municipio. Poteri locali e dinamiche istituzionali a Prato da Depretis a Giolitti (1880-1901)                                                                        |
| 2006 | Elisabetta Colombo, Come si governava Milano. Politiche pubbliche nel secondo Ottocento |
| 2007 | Francesco Bartolini, Rivali d'Italia. Roma e Milano dal Settecento a oggi |
| 2008 | Enrico Landoni, Il laboratorio delle riforme. Milano dal centrismo al centro-sinistra, 1956-1961 |
| 2009 | Carlo De Maria, Alessandro Schiavi. Dal riformismo municipale alla federazione europea dei comuni. Una biografia: 1872-1965                                                                          |
| 2010 | Matteo Mazzoni, Livorno all'ombra del fascio |
| 2011 | Alice Sotgia, Ina Casa Tuscolano. Biografia di un quartiere romano |
| 2012 | Ex aequo: Giuliano Lapesa, Taranto dall'Unità al 1940. Industria, demografia, politica Barbara Taverni, L' Italia divisa. Gli enti locali tra proporzionale e maggioritario (1946-1956)              |
| 2013 | Anna Pellegrino, La città più artigiana d'Italia. Firenze 1861-1929 |
| 2014 | Ex aequo: Matteo Morandi, Cremona civilissima. Storia di una politica scolastica 1860-1911 Davide Tabor, Il cerchio della politica. Notabili, attivisti e deputati a Torino tra '800 e '900          |
| 2015 | Federico Paolini, Firenze 1946-2005. Una storia urbana e ambientale |
| 2016 | Giacomo Parrinello, Fault Lines. Earthquakes and Urbanism in Modern Italy |
| 2017 | Ex aequo: Oscar Gaspari, La lega delle autonomie 1916-2015. Cento anni di storia del riformismo per il governo locale Valerio Vetta, Comunicazione politica e consenso elettorale. Il 1948 in Puglia |
| 2018 | Andrea Miccichè, La Sicilia e gli anni Cinquanta. Il decennio dell’autonomia |
| 2019 | Nicola Gabellieri, Terre divise. La riforma agraria nelle Maremme toscane |
| 2020 | Salvatore Romeo, L’acciaio in fumo. L'ILVA di Taranto dal 1945 a oggi |
| 2021 | Giacomo Bonan, Le acque agitate della patria. L’industrializzazione del Piave (1882-1966) |